# Salomon August Andrée
Pour les articles homonymes, voir Andrée (homonymie).
Salomon August Andrée, né le 18 octobre 1854 à Gränna et mort en octobre 1897 sur l'île de Kvitøya, dans l'archipel du Svalbard, est un ingénieur et aéronaute suédois. Il est décédé en effectuant une tentative de rejoindre le pôle Nord géographique en ballon à hydrogène.

## Biographie
Il a étudié à l'Institut royal de technologie à Stockholm, et s'est intéressé aux montgolfières en assistant à l'exposition du centenaire en 1876 aux États-Unis. De 1880 à 1882, il travaille comme assistant à l'Institut royal de technologie et participe en 1882-1883 à une expédition scientifique au Spitzberg.
L'expédition qui entraîna sa mort fut lancée en grande pompe le 11 juillet 1897 de l'île de Danskøya à l'extrémité nord-ouest de l'archipel de Svalbard, au-delà du cercle polaire arctique. L'ingénieur Knut Frænkel et le photographe Nils Strindberg étaient également de la partie. Les aventuriers avaient également emporté une grande quantité de vivres et d’instruments scientifiques. Le ballon utilisé, nommé Le Pôle Nord, jauge 5 400 mètres cubes et a été financé par Alfred Nobel, Oscar Dickson, Otto Nordenskjöld et le roi Oscar II. 
Le vapeur Virgo dépose les aventuriers le 23 juin 1896 dans l'ouest du Spitzberg en face de l'île des Danois. Le ballon est gonflé le 23 juillet. Le 14 août Otto Sverdrup inspecte le ballon et se montre sceptique. Plusieurs essais sont infructueux. Andrée revient un an plus tard à l'île des Danois (30 mai 1897) à bord du Svenskund. Le nouveau ballon, l' Oern (Aigle) est prêt le 11 juillet. 
Après plusieurs messages optimistes envoyés par l'intermédiaire de carriers (un type de pigeon voyageur), tout contact avec l'expédition est rompu pendant plus de trente ans. Le 14 mai 1899, deux pêcheurs trouvent sur une plage au nord de l'Islande une bouée et le 27 août 1900, une seconde bouée est découverte au nord de la Norvège. Les recherches expédiées sont infructueuses. 
Le 6 août 1930, des pêcheurs à la baleine norvégiens du navire Bratvag découvrent la dépouille d'Andrée ainsi que ce qu'il restait de l'expédition sur Kvitøya (dont le nom signifie « l'île blanche »), à l'extrémité nord-est de l'archipel. Les journaux et les pellicules retrouvés sur place indiquent que le ballon s'est écrasé sur la banquise trois jours seulement après le décollage, et que les membres de l'expédition ont réussi à se frayer un chemin à travers la glace jusqu'à Kvitøya, échouant dans leur tentative de rejoindre l'archipel François-Joseph. Andrée, Frænkel et Strindberg ont réussi à survivre jusqu'en octobre, avant de périr.

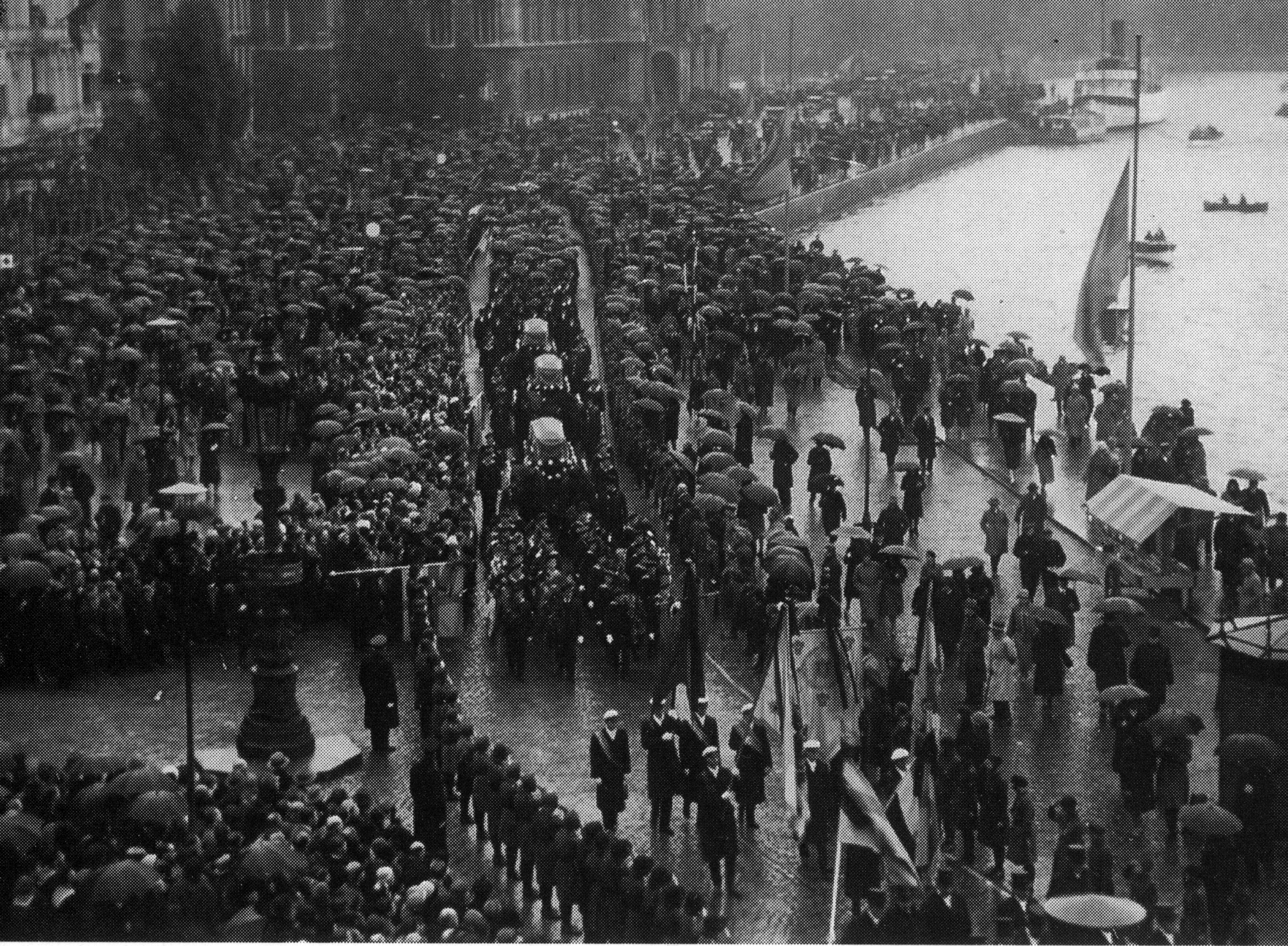
Funérailles des trois participants à l'expédition polaire. Octobre 1930 à Stockholm.

Andrée est enterré au Norra begravningsplatsen à Stockholm. Un musée lui est consacré dans sa ville natale. Une île du Svalbard, Örnenøya, a été nommé du nom du ballon qu'Andrée avait utilisé pour son expédition.

## Littérature
Le roman de Per Olof Sundman Le Voyage de l'ingénieur Andrée avec pour narrateur Knut Fraenkel relate ses aventures.